# Mulatt
A mulatt (spanyol, portugál: mulato) rasszot érintő, olyan emberre vonatkozó kifejezés, akinek az egyik őse vagy szülője fehér (kaukázusi), a másik fekete volt.

## Földrajz
Térségek és országok a legjelentősebb mulatt népességgel: 
- Latin-Amerika
  - Brazília – 42 millió
- Karib-térség
  - Dominikai Köztársaság – 6,8 millió
  - Kuba – 5 millió[1]
- Egyesült Államok  – 1,8 millió[2]
- Fekete-Afrika
  - Dél-Afrika – 4,6 millió,
  - Angola 600 ezer – 1 millió,
  - Mozambik,
  - Namíbia.
  - Bissau-Guinea,
  - Mascarenhas-szigetek,
  - Zöld-foki Köztársaság,
- Európa
  - Egyesült Királyság – 600 ezer,
  - Franciaország,
  - Portugália.

## Dél-Amerika
| ország    | mulatt | fekete |
| --------- | ------ | ------ |
| Argentína | 0%     | 0%     |
| Bolívia   | 2%     | 0%     |
| Brazília  | 20%    | 8%     |
| Chile     | 0%     | 0%     |
| Kolumbia  | 8%     | 2%     |
| Ecuador   | 5%     | 5%     |
| Paraguay  | 4%     | 0%     |
| Peru      | 2%     | 0%     |
| Uruguay   | 4%     | 0%     |
| Venezuela | 8%     | 2%     |

## Fordítás
- Ez a szócikk részben vagy egészben  a   Mulatto című angol Wikipédia-szócikk fordításán alapul.  Az eredeti cikk szerkesztőit annak laptörténete sorolja fel. Ez a jelzés csupán a megfogalmazás eredetét és a szerzői jogokat jelzi, nem szolgál a cikkben szereplő információk forrásmegjelöléseként.